# Orville Elias Babcock
Orville Elias Babcock est un brigadier général américain de l'Union. Il est né le 25 décembre 1835 à Franklin, dans le Vermont, et est retrouvé noyé le 2 juin 1884 dans l'anse de Mosquito, en Floride. Il est inhumé au cimetière national d'Arlington, en Virginie. Il est le fils d'Elias Babcock et de Clara Olmstead et est l'époux d'Annie Campbell.

## Biographie

### Guerre de Sécession
Babcock sort diplômé de West Point en mai 1861, troisième de sa promotion.
À sa sortie de West Point, Orville Babcock est promu 2d lieutenant du corps du génie et est nommé ingénieur-assistant pour la construction des défenses autour de Washington. Il participe à la construction d'un pont flottant à Harpers Ferry. Il sert ensuite comme aide de camp du major général Nathaniel P. Banks sur le Potomac et dans la vallée de Shenandoah.
Il intègre alors le bataillon du génie au grade de 1er lieutenant qui participe à la campagne de la Péninsule et, notamment, au siège de Yorktown où ses services sont récompensés par sa promotion au grade de capitaine.
À Fredericksburg, il est ingénieur en chef sous le commandement du général William B. Franklin. Il est chef des ingénieurs du IXe corps du 6 février au 10 avril 1863, puis du district central du Kentucky jusqu'au 9 juin 1863. Il participe à la campagne de Knoxville et sert en tant que chef des ingénieurs du département de l'Ohio du 23 janvier au 20 mars 1864. Il accompagne le IXe corps à l'ouest en tant qu'inspecteur et fait la connaissance du général Ulysses S. Grant lors de la campagne de Vicksburg.
De retour, il est engagé dans la campagne du Tennessee, notamment à Knoxville où il devient commandant, puis devient aide-de-camp de Grant avant la campagne Overland,. Il le suit lors de la bataille de Wilderness où il reçoit le grade de lieutenant-colonel, et est encore à ses côtés à Appomatox où les rebelles capitulent et où il est désigné pour choisir le lieu de la signature de l'acte de reddition. À cette occasion, il apporte l'offre de reddition de Grant à Robert E. Lee.
Il est nommé général de brigade le 13 mars 1865.
En 1866, il épouse Annie Eliza Campbell avec qui il aura quatre fils dont un mourra en bas âge.
Babcock reste aux côtés de Grant puis démissionne de l'armée lorsque ce dernier est élu président des États-Unis. Il devient alors son secrétaire particulier.

### La Maison-Blanche
Babcock vit à la Maison-Blanche la première année de mandat présidentiel avant de déménager dans sa propre demeure où il est rejoint par son épouse.
Toujours à l'écoute du président et de sa femme, il a autant de pouvoirs que les membres du Cabinet de Grant.
Il tient cette fonction pendant 2 ans et 3 mois jusqu'à l'échec d'une mission secrète à Saint-Domingue pour négocier la signature d'un traité d'annexion où Grant envisage de créer un état pour les Noirs, mission qui n'a pas reçu l'aval du secrétaire d'État, Hamilton Fish. Face  aux critiques du Congrès, Grant se sépare de Babcock en le nommant responsable du Bureau chargé des Édifices Publics et des Terrains.

### Carrière d'ingénieur
À ce poste, il supervise de nombreux travaux réalisés à la Maison-Blanche : la nouvelle décoration de la salle Est, l'agrandissement de la serre, l'aménagement paysager et la construction d'une nouvelle écurie à l'emplacement de l'ancienne.
Il est aussi à l'origine de l'aménagement de la West Executive Avenue et de l'East Executive Avenue qui rejoignent la Pennsylvania Avenue ainsi que de la pose de la clôture en fer forgé qui entoure les jardins de la Maison-Blanche.
Toutefois, en 1875, il est inculpé dans le scandale du Whiskey Ring qui implique la classe politique, les distributeurs et les distillateurs de whisky dans le détournement de recettes fiscales à Saint Louis dans le Missouri,. Le procureur Bristow inculpe Babcok. Grant et son épouse sont à ses côtés et lui proposent l'aide d'un avocat, ce qu'il refuse. Au cours de cette affaire, Grant fait une déposition, devenant ainsi le premier Président à participer à une procédure pénale.
Babcock est finalement acquitté mais sa réputation est ternie. Au terme de la procédure plus de 3 millions de dollars seront récupérés et 2 millions de dollars de taxe annuelle seront dès lors perçus. Il quitte peu après la Maison-Blanche et il est nommé inspecteur des phares.
Le 2 juin 1884, il est retrouvé noyé dans l'anse de Mosquito, là où il supervisait les travaux de construction du phare de Ponce de Leon Inlet (anciennement nommé phare de Mosquito Inlet). Son corps ainsi que ceux des autres marins noyé dans le naufrage du bateau sont retrouvés a demi-enterrés dans le sable, les jambes déchiquetées par des requins.